# Альбан Реджа
Альбан Реджа (алб. Alban Rexha; 9 жовтня 1992, м. Зігнау, Швейцарія) — швейцарський хокеїст, центральний нападник. Виступає за ХК «Лангнау» у Національній лізі А.
За національністю албанець. Вихованець хокейної школи ХК «Лангнау». Виступав за ХК «Лангнау».
У чемпіонатах Швейцарії — 37 матчів (3+1).
У складі юніорської збірної Швейцарії учасник чемпіонату світу 2010.